# Carilia virginea
Carilia virginea је инсект из реда тврдокрилаца (Coleoptera) и фамилије стрижибуба (Cerambycidae). Припада подфамилији Lepturinae.

## Распрострањење и станиште
Настањује већи део Eвропе (изузев Иберијског полуострва, Велике Британије и Ирске) и Источну Палеарктичку екозону (Русија, Казахстан, Кина, Монголија и Кореја). У Србији се може наћи на високим планинама, изнад 1.000 м. Омиљено станиште су му планинске чистине у близини четинарских шума где се одрасли примерци налазе на цвећу.

## Опис
Carilia virginea је дугaчка 8—13 mm. Глава, ноге и антене су црни, груди црне или црвене, док су покрилца металноплава, зелена или љубичаста. Абдомен је црвен или наранџаст. Антене су средње дужине.
Слична је врсти Dinoptera collaris, али је C. virginea блиставоплава са израженим металним одсјајем док је D. collaris блиставоцрна без металног одсјаја. Осим тога има туп зубац на боковима проторакса, док су овој другој врсти бокови проторакса заобљени.

## Биологија
Животни циклус ових буба траје две године. Ларве живе испод коре и претежно се хране белим бором (Pinus sylvestris), смрчом (Picea abies), јелом (Abies alba) и аришем (Larix europaea). Одрасли инсекти се могу наћи од јуна до августа, а хране се различитим цвећем, нарочито медвеђом шапом (Heracleum sphondylium).